# توماس ماغواير
توماس ماغواير (بالإنجليزية: Thomas McGuire)‏ هو طيار أمريكي، ولد في 1 أغسطس 1920 في ريدجوود في الولايات المتحدة، وتوفي في 7 يناير 1945 في نيغروس في الفلبين بسبب قتل في المعركة.